# 大チベット区
大チベット区（だい-ちべっと-く）はチベットの全域を指ししてもちいられる地理的用語のひとつで、中国政府による発信や、中国マスコミの報道において、チベット全域を単一のチベット民族の自治的行政単位として統合するよう求めるダライラマ14世・チベット亡命政府の要求・主張を非難、批判する論調で用いられる特別の用語。
中国語の原語としては大西蔵区や大藏区などの表記がある。
用法：「そして、ダライラマの提出した「中間道路」や「大チベット区」をいかに評価するかという質問に対し、」
この用語の典拠や用例、中国においてチベット全体をさす通常の用語など、詳細は大チベットを参照。

## 典拠（報道）
- 報道1:「达赖集团提出“大西藏区”超中国面积1/4」（「2008年06月14日 12:37中国日报网站」の名義で多数の中国語サイトに引用されている。サンプル:鳳凰資訊）
- 報道2:「歷史上並不存在所謂的“大藏區”」新華網2008年04月03日 20:33:57
- 報道3:「全人代チベット代表団、トロントで記者会見」「中国網 チャイナネットjapanese.china.org.cn」発信時間：2009-03-22
- 報道4:「中國全國人大西藏代表團在多倫多舉行記者會」「新華網 tibet.news.cn」2009年03月22日 11:35:05

## 注
1. ↑  報道1
2. ↑  報道2、*報道4など
3. ↑  サンプル：報道3